# 沈叔安
沈叔安（?—?），唐朝吴兴郡武康县（今浙江省德清县西）人。

## 生平
唐高祖时官至刑部尚书，武德七年（624年），高祖李渊派他出使高句丽国，册封荣留王高建武为上柱国、辽东郡王、高丽王。将天尊像及道士传到高句丽，道士为国王道俗数千人讲《老子》，封沈叔安为吴兴郡開國公。官至潭州（今湖南省长沙市）都督，死后，画其图像于凌烟阁，附于二十四功臣後。追贈禮部尚書、荊州大都督，谥号定。能作诗，《全唐诗》收录他的诗作《七夕賦詠成篇》。著有《沈叔安集》二十卷，已经佚失。

## 家庭

### 父祖
- 祖父：沈孜，南朝梁黄门侍郎。[2]
  - 父：沈睟，南朝陳金紫光祿大夫[3]、駙馬都尉[2]，尚遂安长公主[3]。

### 姊妹
- 沈氏（575年－608年），沅陵王妃，嫁陈宣帝第二十六子沅陵王陈叔興。[3]

### 夫人
- 陈净玲（574年－650年），陈宣帝第十三女，封齐熙长公主，唐朝武康国夫人、吴兴郡夫人。[4]

### 子孫
- 子：沈訓之
  - 孫：沈成業，荊州刺史。[5]
- 子：沈導之，朝散大夫、益州都督府司馬。
  - 孫：沈成福，通議大夫、台州刺史。
    - 曾孫：沈知敏（695年－742年），字仲和，排行第三，絳郡龍門縣尉。
      - 玄孫：沈晤[1]
- 子：沈眷之[5]
- 子：沈俊之，少府少監、淄曹邛三州刺史。
  - 孫女：沈氏（653年－731年），排行第四，封吳興縣太君，嫁左肅政臺侍御史慕容知廉。[2]

## 相关文献
- 《七夕賦詠成篇 (沈叔安)》